# Niven Busch
Pour les articles homonymes, voir Busch.
Niven Busch, né le 26 avril 1903 à New York (État de New York) et mort le 25 août 1991 à San Francisco (Californie) est un écrivain et scénariste américain.

## Biographie
Niven Busch écrit pour le cinéma entre 1932 et 1955. Parmi ses œuvres les plus connues, il écrit le scénario de Le facteur sonne toujours deux fois (version de 1946), son roman Duel au soleil, adapté sous ce titre cette même année 1946, ou encore l'histoire et le scénario pour le western La Vallée de la peur (1947), dans lequel joue Teresa Wright qui fut un temps son épouse. 
Pour cette dernière, il est également romancier, scénariste et producteur du drame La Capture en 1950.
En 1988, il fait une apparition comme acteur avec un petit rôle dans L'Insoutenable Légèreté de l'être.

## Filmographie partielle
- 1932 : The Crowd Roars de Howard Hawks (version américaine ; scénario)
- 1932 : La foule hurle de Jean Daumery (version française simultanée de The Crowd Roars ; adaptation)
- 1932 : Miss Pinkerton de Lloyd Bacon (histoire)
- 1932 : Fils de Russie (Scarlet Dawn) de William Dieterle (scénario)
- 1934 : The Big Shakedown de John Francis Dillon (histoire et scénario)
- 1934 : C'était son homme (scénario)
- 1934 : L'Homme aux deux visages de Archie Mayo (scénario)
- 1937 : L'Incendie de Chicago (In Old Chicago) de Henry King (roman)
- 1939 : The Angels wash their Faces de Ray Enright (scénario)
- 1940 : Le Cavalier du désert (The Westerner) de William Wyler (scénario)
- 1941 : La Reine des rebelles (Belle Star ou Belle Star, the Bandit Queen) de Irving Cummings (histoire)
- 1946 : Le facteur sonne toujours deux fois (The Postman always rings Twice) de Tay Garnett (scénario)
- 1946 : Jusqu'à la fin des temps (Till the End of Time) de Edward Dmytryk (roman)
- 1946 : Duel au soleil (Duel in the Sun) de King Vidor (roman)
- 1947 : La Vallée de la peur (Pursued) de Raoul Walsh (histoire et scénario)
- 1947 : La Rose du crime  (Moss Rose) de Gregory Ratoff (scénario)
- 1950 : Les Furies (The Furies) de Anthony Mann (histoire)
- 1950 : La Capture (The Capture) de John Sturges (roman et scénario) (+ producteur)
- 1951 : Les Aventures du capitaine Wyatt (Distant Drums) de Raoul Walsh (histoire et scénario)
- 1953 : Le Voleur de minuit (The Moonlighter) de Roy Rowland (histoire et scénario)
- 1955 : Le Trésor de Pancho Villa (The Treasure of Pancho Villa) de George Sherman (scénario)
- 1988 : L'Insoutenable Légèreté de l'être (The Unbearable Lightness of Being) de Philip Kaufman (acteur)